# サミット (チェーンストア)

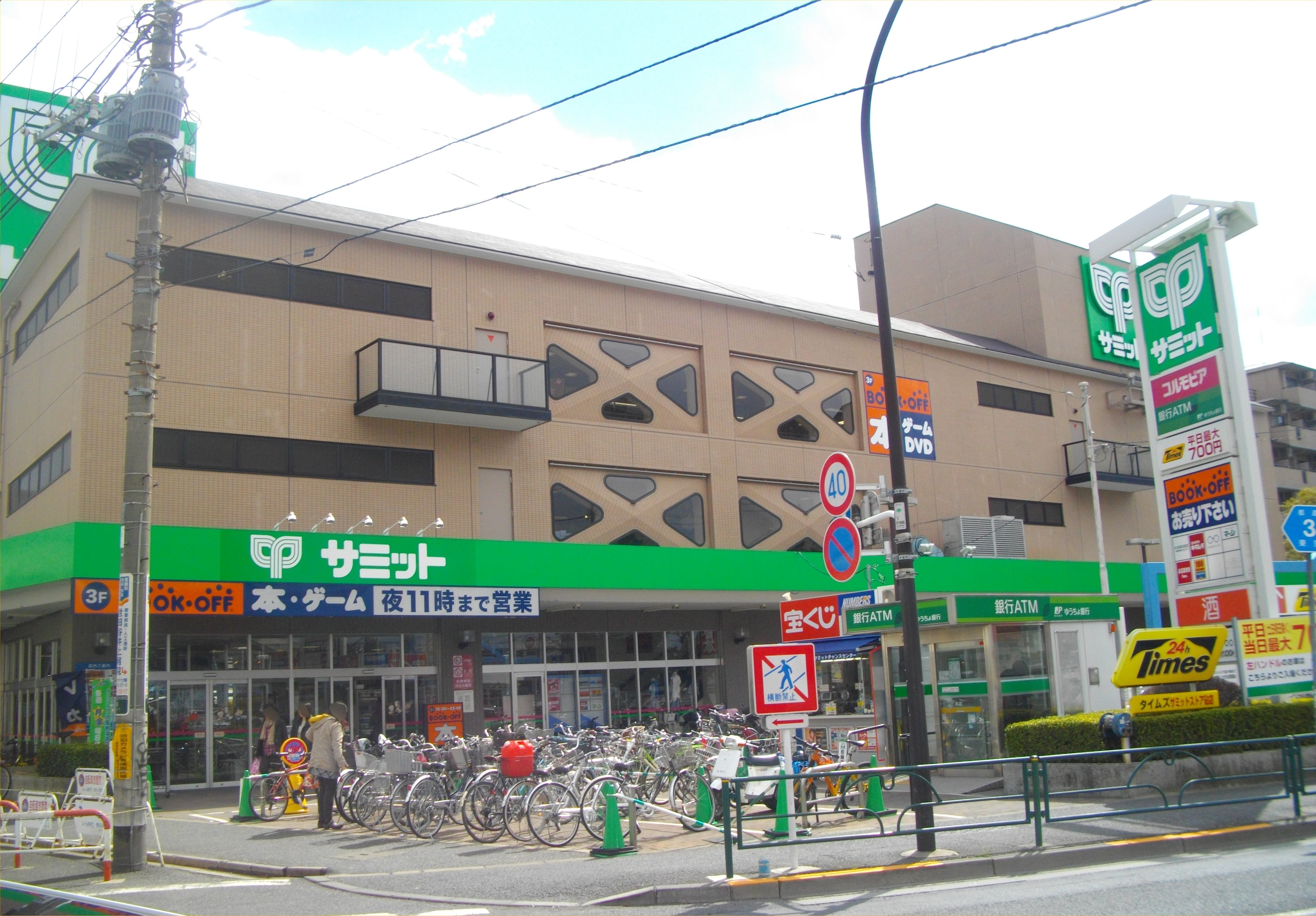
サミット砧店(東京都世田谷区)

サミット株式会社（英: SUMMIT,INC.）は、関東地方（首都圏1都3県）でスーパーマーケットチェーン「サミットストア」などを展開する日本の小売企業。本社を東京都杉並区永福に置く。住友商事株式会社の完全子会社で、オール日本スーパーマーケット協会 (AJS) 会員である。

## 概要
当初は住友商事とアメリカ合衆国の大手スーパー・セーフウェイ社が提携する合弁会社として設立された。
「サミット」は社名変更時に、住友商事が英文電報を送信の際に用いる発信略号の「SUMIT」（SUMITOMO、スミトモの最初の5文字）に1文字「M」を加えると、頂上を意味する「SUMMIT」となることから命名された。
小説『スーパーマーケット』の作者である安土敏は、当時サミットの社長で2004年まで会長・顧問を歴任した荒井伸也のペンネームで、小説を原作とした映画『スーパーの女』の撮影にも荒井およびサミットが協力している。
かつては総合スーパーとしても展開したが、「コルモピア」ブランド以降は、それら店舗は食品スーパーと衣料スーパーが同居するショッピングセンターへ転換した。

## 沿革
- 1962年（昭和37年） - 住友商事が米国の大手スーパー・セーフウェイとの提携を発表。
- 1963年（昭和38年） - 住友商事が米国セーフウェイ社の指導により、サミットの前身となる株式会社京浜商会を設立[1]。食品スーパー1号店となる野沢店を東京都世田谷区野沢に開店。日本国内で反対圧力が強くセーフウェイは日本進出を断念。
- 1967年（昭和42年）4月 - 株式会社サミットストアに社名変更[1]。
- 1974年（昭和49年） - 初の本格的衣料売場を備えた笹塚店を開店。
- 1976年（昭和51年） - CIS（コーポレート・アイデンティティシステム）を導入。
- 1977年（昭和52年）
  - 本格的な食品・衣料品売場を備えた大型店舗の五反野店を開店。
  - 新店舗運営システム（店長主導型店舗）を導入。
- 1978年（昭和53年） - 消費者モニター制度を導入。
- 1983年（昭和58年） - アンデルセンと業務提携しインストアベーカリー事業へ進出、和光店内に1号店を開店。
- 1984年（昭和59年） - L.S.P（レイバー・スケジューリング・プログラム）を導入。
- 1985年（昭和60年） - 和泉店にPOSシステムを実験導入。
- 1987年（昭和62年） - 書店1号店としてブックスゴロー花見川店を開店、書店事業へ進出。
- 1988年（昭和63年） - サミット株式会社に社名変更。
- 1989年（平成元年）
  - 関連会社のサミット・ジーエムエス（現・サミット・コルモ）を設立。
  - 西永福店に購入商品の調理・加工サービスを行うキッチンサービスコーナーを初めて設置。
  - 所沢物流センターを稼働開始。
- 1992年（平成4年） - 新本部ビル竣工により本社を現在地に移転。
- 1993年（平成5年）
  - 初の三層構造のCUBIC MART（立体市場）タイプのスーパーマーケット、妙法寺前店を開店。
  - スーパーマーケット、ベーカリー、書店、衣料店の全事業が結集した王子店を開店。
- 1995年（平成7年） - 戸田駅店で初の深夜営業（午前0時30分閉店）を開始。
- 1996年（平成8年）
  - 世田谷区の旧・代沢店をセットにするなど制作に協力した映画『スーパーの女』（監督：伊丹十三）が公開される。
  - 年商1,000億円を超える。
  - 初の「ハートビル法」認定店舗（横浜市認定1号）の菊名店を開店。
  - ハードビル法認定店舗（東京都認定1号）の石神井台店を開店。
- 1998年（平成10年）
  - 川崎物流センターを稼働開始。
  - 代沢十字路店で購入商品の配達サービスを開始。
- 1999年（平成11年） - 大井物流センターを稼働開始。
- 2000年（平成12年） - サミット・ジーエムエスがサミット・コルモに社名変更。
- 2001年（平成13年） - 荒井伸也が社長退任、オール日本スーパーマーケット協会会長に就任。高田浩が社長就任。
- 2002年（平成14年） - 荒井伸也が日本チェーンストア協会関東支部長に就任。府中西原店で医薬品の販売を開始。
- 2003年（平成15年）
  - 代沢十字路店で宅配サービスの実験を開始。
  - ドラッグ事業1号店「すこやか花子川口エルザタワー店」を開店。
  - 南加瀬店で24時間営業の実験を開始。
- 2005年（平成17年） - ISO 14001の認証を取得。
- 2006年（平成18年）
  - 日本スーパーマーケット協会に加盟。
  - 自社開発の近隣型ショッピングセンター1号店「グリーンマークシティー保木間店」を足立区に開店。
- 2007年（平成19年）
  - 高田浩が社長退任。田尻一が社長就任。
  - 10月、近隣型ショッピングセンター2号店「グリーンマークシティー松戸新田店」を千葉県松戸市に開店。
- 2009年（平成21年）
  - 8月2日をもってつつじヶ丘店（調布市柴崎2丁目13-6）が閉店[5]。調布市内唯一のサミットストアであった（衣料館コルモピア深大寺店は現存[6]）。跡地は「ネットスーパーサミットらくちん君」の倉庫として使用。
  - 11月21日、江東区初のサミットストア「イースト21店」が開業。
- 2013年（平成25年） - 10月6日をもって1号店である野沢店が閉店。隣接地に増床移転する形で野沢龍雲寺店を11月20日に開店。野沢龍雲寺店は2014年1月26日までの期間限定で開設する「スーパーマーケット・ミュージアム」の「体験館」を兼ね、旧野沢店跡地は「学習館」として活用される[7]。
- 2014年（平成26年）
  - 6月 - 書店事業より完全撤退。
  - 10月 - ネットスーパー事業から撤退[8]。
- 2015年（平成27年）- 田尻一がオール日本スーパーマーケット協会の第4代会長に就任。
- 2016年（平成28年）- 田尻一が社長退任。竹野浩樹が社長就任。
- 2017年（平成29年）- 日本女子サッカーリーグ（なでしこリーグ）2部所属、東京都世田谷区をホームタウンとするスフィーダ世田谷FCとスポンサー契約を結び、同チームのユニフォームのパンツに当社ロゴを掲載。
- 2018年（平成30年）12月5日 - 川崎市川崎区塩浜2丁目12-21（川崎鶴見臨港バス（旧）塩浜営業所跡地）に新築した、サミットストアで販売する食肉の加工工場「サミット川崎塩浜プロセスセンター」を開設し稼働開始[9]。
- 2021年（令和3年）3月24日 - トモズとの共同店舗「けんコミ」の1号店を鳩ケ谷駅前店に開設[10]。
- 2022年（令和4年）10月1日 - ネットスーパー事業を再開[11]。

## 主な事業

### サミットストア
首都圏1都3県（東京都・神奈川県・埼玉県・千葉県）で食品スーパー「サミットストア」を展開する。
2024年9月24日現在、店舗数は124店舗（東京都90店舗、埼玉県12店舗、神奈川県16店舗、千葉県6店舗）。
各店舗には店舗番号がつけられており、東京都西部は100番台、東京都東部・千葉県は200番台、東京都北部・埼玉県は300番台、東京都南部・神奈川県は400番台の店舗番号がつけられている。
サミットストアのポイントカード制度では、従前はポイント付与の決済方法を現金のみとしており、クレジットカードや電子マネー（Suica・楽天Edy・iD）での決済ではポイントは付与されていなかったが、一部店舗での試行を経て、2020年7月1日より全店舗においてすべてのキャッシュレス決済にポイント付与を開始した。ただし、店舗ごとに実施しているポイントアップセールや、チラシ・曜日・商品分類などのポイントアップセールは対象外。ポイントを商品購入代金に充てるほかに、毎週火曜日を「キャッシュバックサービスデー」として、店舗のサービスカウンターにてポイントを現金に換えるサービスを行っている。これとは別に累計ポイントが10,000ポイントに達した場合は、現金1万円に交換となる（10,000ポイント以上は貯めることができない）。
2023年6月1日より独自の電子マネー「サミット電子マネー」を導入し、ポイントカードおよびスマートフォン用の「サミットアプリ」についても電子マネー機能付きのものに刷新された。電子マネーのチャージは各店舗のチャージ機やレジ、サービスカウンターにて現金のみの取り扱いとなる。また、サミット電子マネーでの決済は現金決済と同率のポイントが付与される。
電子マネー機能のない旧サミットポイントカードについては2024年10月31日をもって取り扱いを終了する予定で、同日までに新カードへの切り替えを行わなった場合はポイントも無効となる

### ショッピングセンター
自社開発による近隣型ショッピングセンター (NSC) 「グリーンマークシティ」を2店舗運営する。
- 保木間店（東京都足立区）
- 松戸新田店（千葉県松戸市）

また、住商アーバン開発が展開するショッピングモール（RSC）「テラスモール」各店（湘南・松戸）の核テナントとして出店している。

### ドラッグストア
ドラッグストア「ドラッグすこやか花子」を、サミットストアに併設または近隣に開設する形（一部は単独店舗）で展開する。住友商事におけるリテール部門の一つであるトモズとの共同店舗「けんコミ」が設けられている所も数店舗ある。

### 衣料館コルモピア
衣料品専門店「コルモピア」を展開する。サミットストアが出店していない商業施設に単独でテナント出店するケースも多く見られ、ヤオコーやスーパーアルプスといった競合他社と共同出店していることもある。2021年3月31日までは、サミットの完全子会社である株式会社サミット・コルモにより運営していたが、同年4月1日にサミット本体へ吸収合併された。

## 撤退した事業

### 書店
書店「ブックスゴロー」を展開していたが、2014年に書店事業から撤退した。
ブックスゴローでは客の回遊性を高めるため、客の目を引く雑誌類を入口付近に陳列する一般的な書店と異なり、雑誌を店内壁面に陳列しメイン通路を壁面に沿って周回するように設ける「雑誌コーナーの壁面レイアウト」を特徴として、食品スーパーにおける同様のノウハウを取り入れていた。

### ネットスーパー
住友商事グループの兄弟会社である住商ネットスーパー株式会社の完全子会社「サミットネットスーパー株式会社」により、ネットスーパー事業を行っていた。ただし会社としての提携関係はあるが、同社のサービスはサミットストア店頭の商品をピックアップして配送するのではなく、サミットネットスーパー株式会社の専用センターから宅配用の商品を配送するシステムであった。
事業参入から8年後の2014年10月、ネットスーパー事業から撤退した。
2021年12月に2022年の施策としてネットスーパーを開設する方針を発表し、2022年7月6日に10月1日からサミットネットスーパーを始めることを発表した。当初はサミットストア砧店から配送して周辺地域をサービス対象とする。

## キャラクター
- みつはしちかこによる4コマ漫画『アララさん』を2008年3月まで新聞折込広告に連載し、連載終了まで店舗の各所で登場キャラクターを使った広告が掲載した。連載終了後は順次撤去されたが、サミットストアのプライベートブランド「ハッピープライス」のロゴマークなどにキャラクターが残る[24]。
- かつて富永一朗が折込広告のイラストを手掛けた。
- ブックスゴローのイメージキャラクターとして室山まゆみが描いたペンギンのキャラクターが使われた[21]。

## テーマソング
- オリジナルテーマソングとして、大杉久美子が歌う「Twice a week at Summit」「なかよし土日のうた」がある。
- サミット創業50周年を記念して「サミットファンの歌」を作成し[25]、企業PRビデオのBGMを兼ねている。

## コジマとの関係
2000年代においては店舗開発においてコジマとの関係が深く、従来からのコジマの物件にサミットが共同出店する例がみられた。一例として善福寺店（東京都杉並区）、志村店（東京都板橋区）、葛飾区役所前店（東京都葛飾区）、三鷹市役所前店（東京都三鷹市）など。
コジマとサミットの出店申請の持ち合いなどの事例が見られる。一例として横浜市においては、横浜市経済観光局産業立地調整課「横浜市における大規模小売店舗の状況」のうち、2006年3月分と2006年8月分とを比較すると、横浜市神奈川区神之木町3番に出店予定されていた「サミットストア横浜大口店」は、届出変更で「コジマNEW横浜大口店」（建物の設置者はサミット）として開店していることがわかる。
同様に「コジマNEW用賀店」（東京都世田谷区）も「サミットストア用賀店」として建設した物件にコジマが出店している。一方で「コジマNEW若林店」は旧「サミットストア若林陸橋前店」（東京都世田谷区）である。この世田谷区の2店舗は当時、サミットストア深沢坂上店の出店に際して地元との軋轢があり調整が入った結果である。
他社の家電量販店との関係をみると、1990年代開店の座間ひばりが丘店（神奈川県座間市）、町田旭町店（東京都町田市）、府中西原店（東京都府中市）はあくまでもダイクマ（→ヤマダ電機）のテナントとしての出店である。2007年に開業したエディオン高井戸店（サミットストア高井戸東店、東京都杉並区）は、家具の大正堂が閉店した跡の居抜き出店である。そのため店舗を相互に開発し合っているコジマとの関係が深いことが窺える。
2012年にコジマがビックカメラ傘下に入ってからはコジマの新店舗はショッピングモールへの出店に特化するようになり、サミットとの共同出店は行われなくなった。

## テレビ番組
- 日経スペシャル カンブリア宮殿 楽しくなければスーパーじゃない！ 買い物でワクワクさせる...リアル店舗の逆襲（2019年5月23日、テレビ東京）[26]